# 聲優
声优（日语：／ seiyū）其意為配音員。為日文「声で演技する俳優」縮寫後的和製漢語，原句意為透過聲音表演的演員。
聲優表用CV（英語：character voice，角色配音）用来标示作品中所演繹角色的對應聲優，这个说法最早由井上伸一郎在《Newtype》杂志提出。

## 特点
声优不仅需要音色动听，还得具备各种“能人所不能”的能力。女性声优反串男性角色早已司空见惯，许多声优甚至可以模仿老人、中年人、青年、小孩的各种声音，而且还能够自由跨越从耳语到尖叫的广阔音域，同时还要始终维持所配角色的声音特点。时至今日，声优已经成为日本動漫产业中的重要环节，声优的表现优劣，通常将直接影响该角色的人气，乃至整个動漫作品的质量。而且随着日本动漫作品的跨媒体发展，声优的工作不只是作品配音，还要代表作品角色参与现实活动，甚至需要如角色的设定一样学习更多技能，包括乐器演奏、舞台演出等。
在日語，缺乏感情投入的對白詮釋稱之為棒讀（日語：棒読み）。
另外，在参与涉及成人情色情节内容的作品，大部分声优会使用另一个艺名来承接工作，被爱好者称为“马甲”，主要原因是避免因为使用参与不涉及成人情色情节内容的作品时使用的艺名而造成工作履历受到污染，而影响以后参与不涉及成人情色情节内容的作品的工作机会。这些声优一般情况是不会承认或透露承接不同内容业务间的艺名的关系，但爱好者间会通过这些声优参与的行业访谈析出的个人信息，声线特色，或者其参与的作品无意透露的演员信息来推断不同声优艺名间的关系，并作为秘而不宣的情报流传，只有极少数声优会使用同一个艺名参与涉及这两方面的参演工作。

## 收入
日本俳優聯合的基准，30分钟左右一集的动画大约是18,000日元作为演出费，这就是一部作品的工資；所以聲優業相當依賴大量演出機會來謀生，在聲優人才噴發競爭激烈的日本想要成功出名更為困難。
早期声优地位低下，收入微薄。1988年，永井一郎、野泽雅子、内海贤二等360名声优发起诉讼，要求动画制作公司在动画制作成 DVD 和录像带时要支付给声优声音使用费，并且产品之后联动活动需要声优声音的费用也需支付，最终该诉讼于2004年胜诉，为声优同行争取到提升收入的机会。
簡單來說聲優在日本是類似藝人的行業，只要出名，不但能增加配音機會，並涉足電視旁白以及外國影視配音等收入較高的範疇，還能有歌唱、舞台劇等報酬不斐的延伸財源，但若籍籍無名絕對無法單靠配音餬口，必定要依賴打零工或副業作為支持、撐到出名的日子到來，也有可能最终无法坚持下去而被迫退出行业。

## 歷史
早於20世纪，日本电视产业刚刚起步时，随着大量译制电视电影的引进，从而产生了声优一族。在随后的1970年代，日本动画和日本漫画开始产业化，声优们借着商机逐渐窜红。到了1980年代后，声优们开始从幕后走到前台，不但参加唱歌、主持等活动，还组成各种偶像团体以便提升人气，并推出唱片和各种周边产品。

### 广播剧时代
1925年，日本放送協會（NHK）前身「社團法人東京放送局」開播，同年錄取「廣播話劇研究生」12名擔任聲音的演員，為日本歷史上的第一批專業聲優。當時的新聞媒體稱這批人為「廣播演員」（ラジオ役者）。1941年，東京放送局成立「東京中央放送局專属劇團俳優養成所」（東京中央放送局専属劇団俳優養成所），並公開招募研究生；次年，第一屆研究生畢業，為日本第二批專業聲優。就在這段期間，產生了「聲優」一詞。依據讀賣新聞專跑藝能界的記者小林德三郎的說法，「聲優」是由NHK演藝節目製作人大岡龍男命名的。

### 第一次声优热潮
在1950-1960年代，日本民放电视草创期，电视节目不足，大量引进国外电视节目进行日语配音。这个时期的声优人气很高，这个时期的中心人物是为阿兰德龙配音而成名的野泽那智。
当时日本电影界为了对抗电视界，五大片商缔结协定，禁止旗下电影明星参与电视演出，而民营电视台事实上也出不起邀请电影演员的钱。因此民营电视台多邀请新派剧演员和广播剧团的演员参加国外电视节目的配音。新派剧的舞台演员多数只拿配音当打工，为此，出身于广播剧团的若山弦藏进行了批判。
配音事业全盛期，東京俳優生活協同組合正式诞生，后来从该组合中分化出许多声优经纪公司。
日本的第一部实施配音的外国电视节目是美国动画片《超人》，由TBS的前身KRT电视台在1955年播出，当时是以现场直播方式进行配音，致使声音资料完全没有留下来。1956年4月8日，日本电视台以录音方式对一部海外动画片进行了配音，这是日本第一部有录音的配音版外国片。
1966年，NTV电视网的《周六国际影院》栏目开播，（日文名：土曜洋画劇場，后改名为日曜洋画劇場-即周日国际影院），该栏目实施了每位好莱坞影星只对应一位日语声优的固定声优制。该制度一直持续到1990年代。

### 第二次声优热潮
1970年代，大量以少年漫画中“热血、友情、胜利”为主动画涌现，以及因主流是少年漫画的关系，所以一时间美少年角色到处都是，而为美少年配音的声优自然成为人气集中的对象。不管声优本人相貌如何，只要他配的动画人物够帅够美，也會跟着受欢迎。
在这个时代，神谷明、古谷徹、古川登志夫等人还开始进行了实况录音活动。从这个时候开始，声优的多样化被提出，动画声优主持的电台节目也诞生了（如同台灣的劉傑即有專屬的電台節目）。就这样一直到1980年代前期。
1980年代后期，在电视动画《铠传》中配音的佐佐木望、草尾毅等人结成了男性团体“NG5”。和一般声优一直在幕后工作不同，他们不管是台前幕后都有参与，凭借着出色的外表获得了大量的人气，也为之后的“声优偶像化”奠定了基础。

### 第三次声优热潮
1990年代前半开始，将声优偶像化、大量推出与声优有关的周边。透过电台节目、OVA、活动、网络等等媒介将声优的名字作为品牌打出去，既有广告效果又可增加知名度。但也產生一種變化，就是開始要求声优本身的容貌。
現在的声优工作已经完全不是单单的“为角色配音”。手机铃聲、唱片及写真集販售、广播節目等，只要能听得到人声的传媒，无不留下声优们的声音。不光要求声音悅耳、声线变化多、表现力强，连容貌是否俊朗或甜美，以致歌唱能力都成為聲優的评价标准，偶像派声优一詞在此時出現。
但是，絕大多數的偶像派声优始終不能与傳統偶像相提并论，其知名度甚至連二三线的“点心偶像”以及“地下偶像”都不如。因為在日本，會崇拜聲優的人士，通常都是熱衷於次文化的御宅族（OTAKU），與主流文化缺乏互動；而且崇拜聲優的人士普遍不喜歡聲優進軍主流，使到聲優上電視節目的機會率不高，自然也難以将声优的偶像化传播出去。只不過偶像派聲優超過30歲時的心境仍然保持年輕，使到支持者的忠心程度很高，其人氣比一般偶像來得穩定。
虽然声优界的年龄差距非常大，不過偶像派声优比较年轻。一般女性声优在20岁前後就可以走红；而男性声优则要慢许多，要到30甚至40岁之后才可能走红。不过男性声优的保质期則较长。而女性声优在日本社會習俗（重男輕女）下，往往在结婚后就引退。但事實上，声优的收入并不高：為每30分钟一集的动画配音，收入约18,000日元；即使是人氣比較高的声优，价格也不会高很多。而在日本的一般公司职员，每月的收入都能达到30万日元左右。
声优的知名度基本上只限於同一圈子之內，但有例外：1995年的《新世纪福音战士》，為绫波零配音的林原惠和為明日香配音的宫村优子，两大声优给人印象深刻。跟媒体大张旗鼓報導林原惠怀孕生子的消息相比，在那時候的声优访谈中出现宫村优子背着孩子念剧本的照片，因为丈夫只是个打工族。目前宫村优子最常配的是《名侦探柯南》的遠山和葉；不过，只有等本来就出场率低的服部平次出场，才能有机会露面。

### 第四次聲優熱潮
於2000年代，除了第三次聲優熱潮提到的例子之外，像鹿野優以，雖然在2007年獲得第一屆聲優Awards「新人賞」，但卻沒有讓她的知名度提高多少，之後的作品還是以配角佔大多數，反而和她同年齡的加藤英美里和本多陽子等人正打出相當的知名度。
另一方面，亦有部分聲優是以歌聲來提高知名度，水樹奈奈更是當中的佼佼者，在配音以外積極參與音樂活動，具有上乘歌藝的她在2009年亮相NHK電視音樂節目並於第60回NHK紅白歌合戰登台之後，使到不太熱衷於動漫和声优的大眾都開始認識她和留意她的歌曲。因唱功獲讚賞和唱片銷量成績不俗，2010－14年均被邀請參加第61－65回NHK紅白歌合戰（第61回兼任紅白應援隊隊員）。2011年12月3日和4日以及2016年4月9日和10日，她先後登上東京巨蛋，是史上第八位以個人名義登上東京巨蛋、第四位連續兩天演唱的日本女性歌手，而且是第一位聲優能在東京巨蛋舉行演唱會，再次破聲優紀錄。

## 职业生涯
日本的聲優培訓機制非常完善，專業的聲優培訓學校也是多不勝數，即使是一般的演員培訓也需要接受配音的訓練課程。

### 儿童演员出身
古谷徹、鹽屋翼、堀川亮、鶴弘美、富永美衣奈、飯塚雅弓、本名陽子、仙台惠理、渡辺明乃、小清水亜美、喜多村英梨、花澤香菜等从小学中学的时候开始在儿童艺术团培养、后作为声优活跃。近年来，浪川大輔、木村良平、小野賢章、坂本真綾、清水香里、澤城美雪、入野自由、齋藤彩夏、平野綾（从儿童演员偶像经过到声优）、木村昴、悠木碧等中小学生中作为声优活跃的情况开始增多。

### 舞台剧演员出身
主要演舞台劇和音樂劇的舞台演员、后作为声优活跃。此外，如矢島晶子、小林沙苗、名塚佳織、朴璐美参加招募动漫配音演员和利益相关者作为舞台演员的工作，现在作为一个配音演员情况下工作。
太田淑子、葛城七穗、水城レナ是寶塚歌劇團毕业生。

### 聲優培訓學校出身
从这样的声优训练所（训练所）、指导成为声优训练所、声優関連学校（声優训练学科専門学校）出身。

### 其他出身
在少數情况下，有日本偶像、水著女優、模特兒、喜剧演员、记者等轉行成为声优。

## 其他國家的同業
配音演員在日本被偶像化的現象，在其他國家或地區是較少見的。鄰近的韓國、台灣、香港、中國大陸等，配音演員往往只是默默無聞的幕後工作人員（少數小有名氣的如香港的譚炳文、台灣的王瑞芹、劉傑和中國大陸的葛平、山新），劇集或影片片尾的工作人員列表也很少打出配音演員的大名，雖然聲音表情也是戲劇中重要的成分之一，但在各類媒體相關頒獎典禮，卻無專設獎項來鼓勵優秀的配音演員。另外，有些動畫及電影主角的配音工作，還有一些電視廣告的旁白，都是由知名藝人擔綱而非專門的配音演員（譯註：即是知名藝人在電視廣告中只是擔綱旁白，沒有參與拍攝）。

## 脚注
1. ↑  優是古汉语對演員的稱呼。
2. ↑  神谷明代表作：《筋肉人》、《北斗之拳》、《城市猎人》冴羽獠等
3. ↑  古谷徹代表作：《機動戰士GUNDAM (初代)》阿姆罗、《聖鬥士星矢》星矢等
4. ↑  古川登志夫代表作：《福星小子》諸星當等
5. ↑  佐佐木望代表作：《幽游白书》浦饭幽助、《网球王子》、《死亡筆記本》等
6. ↑  草尾毅代表作：《灌篮高手》樱木花道、《Keroro军曹》DORORO等
7. ↑  鹿野優以代表作《地上最強新娘》、《我家有個狐仙大人》、《女王之刃》等
8. ↑  加藤英美里代表作《幸運☆星》、《超能力少女蘭》、《黑執事》、《Princess Lover!》等
9. ↑  本多陽子代表作《詩∽片》、《sola》、《今天的五年二班》、《Battle Spirits 少年激霸彈》等

## 外部連結
- 新人聲優照過來、《火影忍者》音響監督「蝦名恭範」發表twitter專欄『你不敢問的4大配音常識』！ （页面存档备份，存于），2013年9月6日最後查閱。